# Académie royale de peinture et de sculpture
Académie royale de peinture et de sculpture (Det Kongelige Akademi for Maleri og Skulptur i Paris) blev grundlagt i 1648 efter forbillede af Accademia di San Luca i Rom. Paris havde allerede Académie de Saint-Luc, som var lav for byens kunstnere som alle Lukasgilder. Formålet med akademiet var at professionalisere de kunstnere, som arbejdede for det franske hof og at give dem en godkendelse, som kunstnerne fra Lukasgildet ikke fik.
I 1661 kom akademiet under Jean-Baptiste Colberts ledelse, og kunstarterne blev et vigtigt element i forherligelsen af solkongen, Ludvig XIV. Fra 1683 havde akademiet sin storhedstid under ledelse af Charles Le Brun med et genrehierarki og strengt uddannelsessystem.
Den 8. august 1793 under den Franske revolution blev akademiet ophævet af Nationalkonventet, da det påbød ophævelse af "toutes les académies et sociétés littéraires patentées ou dotées par la Nation".
Akademiet omdøbtes senere til Académie de peinture et de sculpture. Det er  ansvarligt for Académie de France i villa Médicis i Rom (grundlagt i 1666), som giver lovende kunstnere muligheder for at studere i Rom.
I 1816 sammensluttedes akademiet med Académie de musique (Musikakademiet, grundlagt i 1669) og Académie d'architecture (Arkitekturakademiet, grundlagt i 1671) i Académie des beaux-arts (Akademiet for de skønne kunster), som er et af de fem akademier i Institut de France.
Académie royale de peinture et de sculpture var forbillede for Det Kongelige Danske Skildre-, Billedhugger- og Bygnings-Academie i Kiøbenhavn, der åbnede i 1754.

## Delvis liste over medlemmer
- Abraham Bosse (1648)
- Herman van Swanevelt (1651)
- Jean Jouvenet (1675)
- Antoine Coysevox (1676)
- Joseph Parrocel (1676)
- Nicolas de Largillière (1686)
- Roger de Piles (1699)
- Guillaume Coustou den ældre (1704)
- Jean Raoux (1717)
- Jean-Baptiste Pater (1728)
- François Boucher (1731)
- Charles-André van Loo (1735)
- Charles-Amédée-Philippe van Loo (1747)
- Jean-Baptiste Huet (1769)
- Jacques Louis David (1780)
- Adélaïde Labille-Guiard (1783)
- Marie Louise Élisabeth Vigée-Lebrun (1783)
- Adolf Ulric Wertmüller (1784)
- Jean-Baptiste Stouf (1785)
- Dominique Vivant (1787)
- Jean-Baptiste Pigalle